# Heinrich Wölfflin

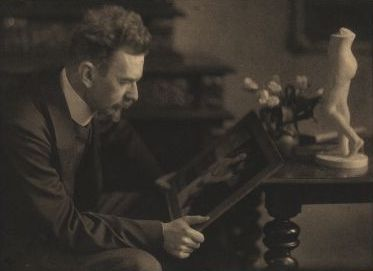
Heinrich Wölfflin

Heinrich Wölfflin (ur. 21 czerwca 1864, zm. 19 lipca 1945) – szwajcarski historyk sztuki; uczeń Burckhardta, jego ojciec był lingwistą.
W roku 1915 napisał książkę „Podstawowe pojęcia historii sztuki”.
Wölfflin był zainteresowany formą dzieła – podjął próbę stworzenia teorii dziejów sztuki analizując formę i jej zmiany w czasie. Według niego procesy zachodzące w języku były paralelne do przemian w języku form artystycznych – byłyby to procesy całkowicie niezależne. Zmienność form uzależniał Wölfflin od temperamentu i sposobu postrzegania twórców. Pewne jakości pojawiające się w formach przypisuje zaś stylom:
- narodowemu,
- epoki,
- indywidualnemu twórcy.

Głównym zadaniem historii sztuki ma być badanie procesów wpływających na to, że w sztuce wizualnej występują odmienności co do formy. Motorem tych przemian miałyby być zdaniem Wölfflina zmiany w formach widzenia. Dla każdej epoki istnieje odmienna forma widzenia (period eye). To charakterystyczne dla epoki widzenia miałoby się bezpośrednio wiązać z okiem. Percepcja miałaby się zmieniać w czasie – jest to nawiązanie do kantowskiego wkładu podmiotu w formę.